# Мила Поповић
Мила Поповић (девојачко Бизјак; Београд, 1978) српска је историчарка и политичарка. Чланица је Странке слободе и правде (ССП).

## Биографија
Рођена је у Београду где је завршила основну и средњу школу. Уписала је Филозофски факултет, смер историја, на ком је дипломирала.

### Политичка каријера
Била је чланица Демократске странке. На локалним изборима 2008. била је кандидат на листи Стари град за европску Србију — Борис Тадић. Тада је у општини Стари град највише гласова освојила та листа те је Поповићева изабрана за одборницу у скупштини те општине.
Такође је обављала функцију председника скупштине општине Стари град (2016—2020). Након што је тадашњи председник општине Стари град Марко Бастаћ крајем 2016. напустио Демократску странку, то су учинили и одборници с листе ДС у тој општини међу којима је била и Поповићева.
Придружила се потом Странци слободе и правде, која је основана 2019. Од 2020. је председница градског одбора ССП.
На општим изборима у Србији у априлу 2022. одабрана је за одборника ССП у Скупштини града Београда. Такође је изабрана за предводника одборничке групе Уједињени (од 2023. Правац Европа) у Скупштини Београда.

## Лични живот
Живи у Београду. Удата је и мајка двоје деце.
Говори српски, енглески, шпански и словеначки језик.